# Hemichromis fasciatus
Hemichromis fasciatus е вид бодлоперка от семейство Цихлиди (Cichlidae). Видът не е застрашен от изчезване.

## Разпространение и местообитание
Разпространен е в Ангола, Бенин, Буркина Фасо, Габон, Гамбия, Гана, Гвинея, Гвинея-Бисау, Демократична република Конго, Екваториална Гвинея, Етиопия, Замбия, Зимбабве, Камерун, Кокосови острови, Кот д'Ивоар, Либерия, Мавритания, Мали, Намибия, Нигер, Нигерия, Сенегал, Сиера Леоне, Того, Централноафриканска република, Чад и Южен Судан.
Обитава сладководни басейни, лагуни, реки и потоци.

## Описание
На дължина достигат до 20,4 cm, а теглото им е максимум 300 g.